# Yanjia Xiang (socken i Kina)
Yanjia Xiang (kinesiska: 严家乡, 严家) är en socken i Kina. Den ligger i provinsen Zhejiang, i den östra delen av landet, omkring 130 kilometer väster om provinshuvudstaden Hangzhou.
Genomsnittlig årsnederbörd är 3 004 millimeter. Den regnigaste månaden är juni, med i genomsnitt 501 mm nederbörd, och den torraste är oktober, med 117 mm nederbörd.